# ان‌جی‌سی ۴۴۴۴
ان‌جی‌سی ۴۴۴۴ (انگلیسی: NGC 4444) نام یک کهکشان در صورت فلکی قنطورس است.